# Chittagong Hill Tracts

Chittagong Hill Tracts fue hasta 1984 un distrito de Bangladés.

## Historia
Los pueblos de las colinas de Chittagong (Chittagong Hills) mantuvieron su autonomía bajo el gobierno británico quienes les garantizaron un estatuto especial (Chittagong Hill Tracts Regulation, 1900) similar a los estatutos que protegían otras regiones tribales. La situación no varió mucho con la independencia. El distrito quedó en poder de Pakistán debido al voto del conjunto, pero se preservó su especial estatus.
La construcción de la presa hidroeléctrica de Kaptai en la década de 1960 provocó la revocación del estatuto en 1964 y la zona quedó abierta a emigrantes bengalíes. En 1979 los tribales ya eran minoría en su distrito bajo presión de los emigrantes bengalíes. Las tribus, principalmente Chakmas, Marmas y Khyangs protestaron repetidamente y en 1972 dieron origen a la Shanti Bahini ("Fuerza de Paz") dirigida por la organización Parbattya Chattagram Jana Sanghati Samiti (PCJSS, Chittagong Hill Tribal People's Coordination Association). Los ataques a emigrantes bengalíes en 1986 provocaron una fuerte represión y la huida de 50.000 tribales a los países vecinos. El ejército se desplegó en la zona y se inició la guerra abierta. En 1989 el gobierno creó tres distritos autónomos: Khagrachari, Rangamati, y Bandarban, gobernados por líderes tribales elegidos y con control sobre la región y sus recursos naturales.
Negociaciones con los Shanti Bahini se iniciaron en 1992 con el gobierno del General Zia. Ello llevó a un alto el fuego. En 1994 el líder de los Shanti Bahini J.B. Larma, anunció una inminente reanudación de la guerra si fallaban las negociaciones. En junio de 1996 llegó al poder en Bangla Desh la Liga Awami, dirigido por Hasina Wajes, hermana del fundador del estado, Mujibur Rahman, quien decidió acelerar las conversaciones. El partido opositor, Bangladesh Nationalist Party (BNP), se opuso con manifestaciones a los acuerdos. No obstante las conversaciones formales se reanudaron el 10 de diciembre de 1996 y se prolongó el alto el fuego. Un nuevo grupo se había unido a la lucha, el North-Eastern Liberation Tigers, que contaba con el apoyo de grupos de Tripura y Manipur.
El acuerdo de paz fue firmado el 2 de diciembre de 1997 y establecía la creación de un consejo regional de los tres distritos autónomos con 22 miembros (todos tribales) cuyo presidente sería además ministro de Estado en el gobierno de Bangla Desh. El gobierno autónomo tendría competencia en policía, administración pública, justicia, y desarrollo.
Los Shanti Bahini entregaron las armas pero los emigrantes bengalíes no serían expulsados. El ejército de Bangla Desh sería retirado de la zona. Finalmente la venta de tierras tribales quedaba sujeta a la autorización del consejo regional. La Hill Students Council se opuso al acuerdo reclamando más autonomía y el BNP organizó nuevas manifestaciones en contra. Jyotindra Bodhipriyo (Shantu) Larma, el líder de los Shanti Bahini, fue nombrado presidente del Consejo Regional (CHTRC) y fueron nombrados otros 21 miembros hasta la celebración de elecciones (febrero de 1998).

## Bandera

Bandera de los Shanti Bahini y de facto de los Chittagong Hill Tracts, con representación en la UNPO.

La bandera de los Shanti Bahini se convirtió virtualmente en bandera autonomista. Es vertical partida blanca y roja, con estrella amarilla en el centro del rojo.